# 印尼棕櫚油產業

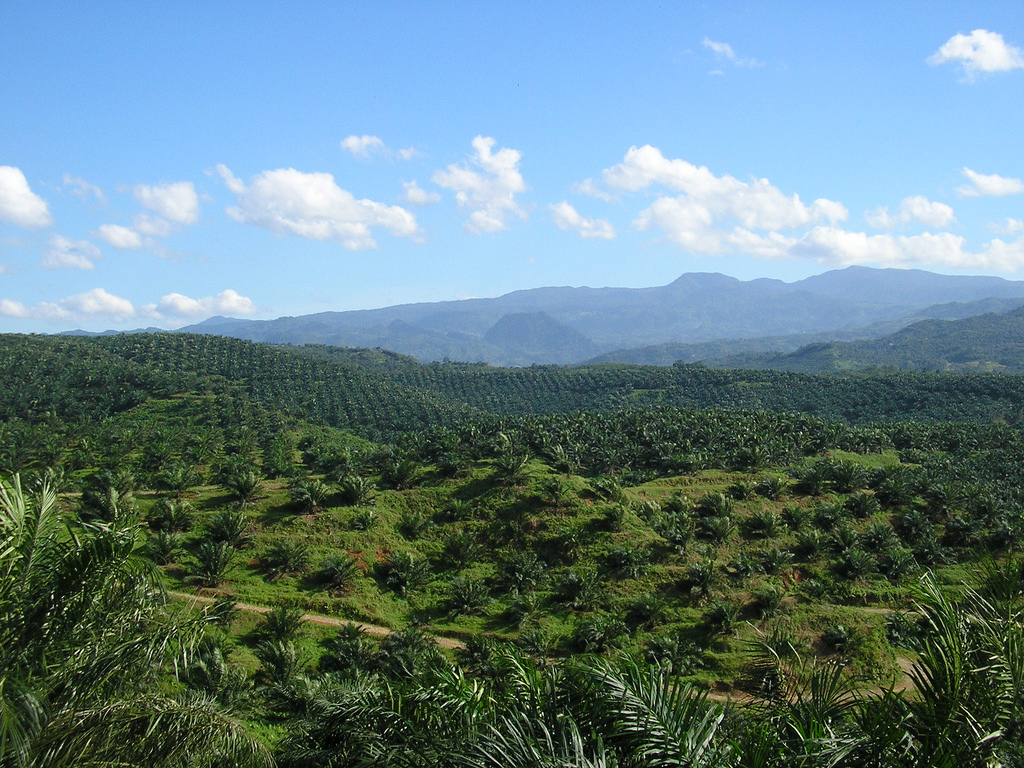
在西爪哇省茂物的一處油棕種植園。

這篇印尼棕櫚油產業（英語：Palm oil production in Indonesia）用來簡單描述印尼的棕櫚油產業以及相關的問題。
棕櫚油產業是印尼經濟中的重要產業。印尼是世界上最大的棕櫚油生產國，也是最大的消費國，根據聯合國糧食及農業組織（FAO）的資料，全世界在2012的棕櫚油產量為5千萬噸。印尼的出口數量約佔世界供應量的一半。印尼在2016年的產量超過3,460萬公噸（3,410萬長噸;或3,810萬短噸），出口量2,510萬公噸（2,470萬長噸;2,770萬短噸） 油棕種植園佔地1,200萬公頃（3,000萬英畝），預計到2020年將達到1,300萬公頃（3,200萬英畝) 。
油棕種植園的型態有多種，大致歸類為小農戶，小型至大型私人企業種植園和國有種植園（其中國有種植園的面積以及總產量在2000年後，在三者中的佔比最小）。印尼從事棕櫚油生產，會產生各種健康、環境和社會的影響。根據非政府組織雨林行動網絡 (Rainforest Action Network，RAN) 最近出版物中顯示，由於一些世界最大的巧克力和零食生產商使用棕櫚油，而把這類問題更為加劇。
印尼除把棕櫚油提供作傳統用途之外，還盡力設法將其用來生產生質柴油。中國和印度是棕櫚油的主要進口國，佔全球進口量的3分之1以上。縱觀印尼的溫室氣體排放明細，可透過主要是控制森林火災以及保護沼澤地來達成減緩氣候變遷的目的。聯合國REED計畫（減少開發中國家砍伐森林和森林退化導致的排放，簡稱REDD+）將是各個國家自定貢獻目標中“土地利用方式的重要部分”。這表示開發中國家需要大量的外來經濟激勵措施和資源投入，以確保能防止土地利用發生變化。

## 砍伐森林
直到1900年，印尼仍是個森林茂密的國家：森林佔土地總面積的84%。從1970年代開始，該國的森林砍伐速率開始加速，之後再進一步加快。估計在1900年左右，印尼的森林覆蓋面積為1.7億公頃（4.2億英畝），而到20世紀末已減少到低於1億公頃（2.5億英畝）。在印尼進行的伐木作業中，據報導有高達80%屬於非法。
印尼大片森林已被大型跨國紙漿公司（如屬於金光集團的亞洲漿紙）所砍伐，而以種植園取代。農民和種植園主經常把森林燒毀。導致森林砍伐的另項主要原因是為伐木，以滿足中國和日本對於木材的需求。農業發展和人口遷移計畫把大量人口遷入雨林地區，進一步把森林砍伐速率加快。泥炭沼澤森林持續受到清除，轉作棕櫚油產業用途。
通常森林遭到砍伐，就是為轉作油棕種植園之用。而常見擁有土地使用權的公司會透過與個人簽訂合同，間接將所謂“退化”的森林燒毀，而避免直接對發生火災的後果擔負責任。當泥炭沼澤森林遭到焚燒時，更有發生大火的可能。當地原住民的既有刀耕火種謀生方式因而受到政府的禁止。
森林火災經常把高容量的碳匯（包括原始森林和泥炭沼澤森林）摧毀。為解決此一問題，印尼在2011年5月宣布暫停核發新的伐木合同。此項措施在短期內看來似乎無效，因為森林砍伐的速度仍持續增加中。印尼到2012年的森林砍伐速度已超過巴西（參見巴西森林砍伐），成為世界上速度最快的國家。但由於巴西新的政治領導層最近容許大幅度的森林砍伐，目前尚不清楚印尼和巴西之間的森林砍伐率對比。
印尼開始對國內非法刀耕火種行為進行某種打擊。佐科·維多多總統在2015年還成立泥炭沼澤森林復育機構（Peatland Restoration Agency），印尼政府在2018年開始不再授予砍伐森林以開闢油棕種植園的許可。目前尚不清楚法令在當前腐敗、執法不力和政策中具有某些漏洞之下能產生多大效力。

## 生產

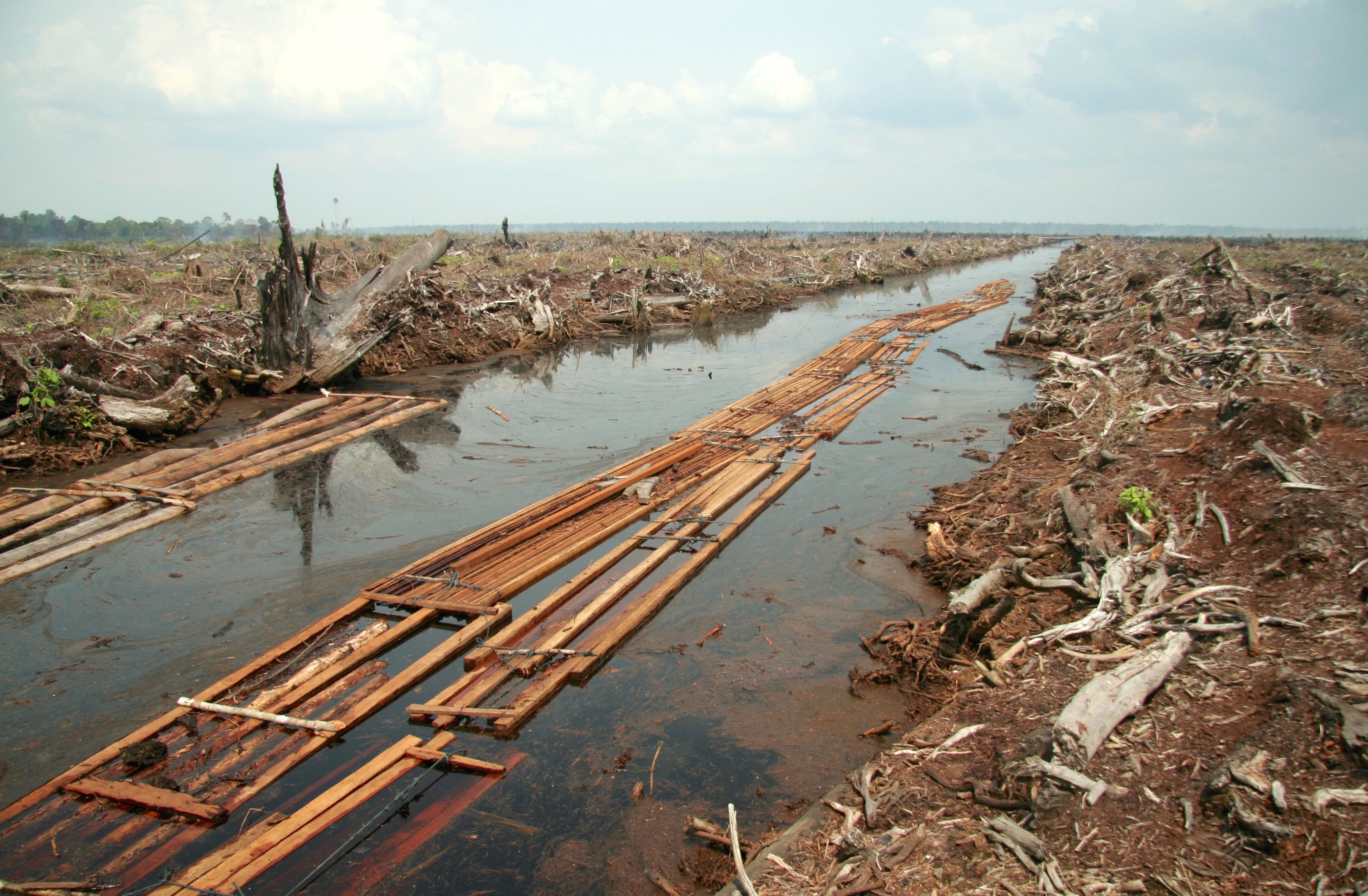
在印尼廖內省印達基里·湖路縣一處原為泥炭沼澤森林，經清理後的現場，見證印尼開闢油棕種植園的作為。

印尼自1964年起，棕櫚油產量從157,000公噸（155,000長噸;173,000短噸）巨幅增長至2018年的4,150萬公噸（40,800,000長噸;45,700,000短噸）。到2025年將需生產5,100萬噸（5,000萬長噸;5,600萬短噸）以滿足國際和國內的共同需求。印尼在2012年的出口總金額為57億美元，棕櫚油佔其中的11%。該國預計到2020年將生產4,000萬公噸（39,000,000長噸;44,000,000短噸）的棕櫚油，仍然是世界第一。FAO估計全球在2012年的棕櫚油產量為5,000萬公噸（49,000,000長噸;55,000,000 短噸），是2002年全球產量的兩倍。而在同期印尼棕櫚油產量的增長是從2002年的1,030萬噸（1,013.7萬長噸;1,135.4萬短噸）到2012年的2,850萬噸（2,805萬長噸;3142萬短噸），速度超過世界增長率。佐科·維多多總統在2022年4月宣布該國將從4月28日起禁止棕櫚油出口，若有改變將會另行通知。據說這項政策是為保證印尼國人可買到負擔得起的食用油。這項措施引起全球市場反應，把棕櫚油的商品價格推至歷史性的高位。
| 面積 (百萬公頃 (英畝)) | 面積 (百萬公頃 (英畝)) | 面積 (百萬公頃 (英畝)) | 面積 (百萬公頃 (英畝)) | 面積 (百萬公頃 (英畝)) | 棕櫚油產量 (百萬公噸 (長噸;短噸)) | 棕櫚油產量 (百萬公噸 (長噸;短噸)) | 棕櫚油產量 (百萬公噸 (長噸;短噸)) | 棕櫚油產量 (百萬公噸 (長噸;短噸)) |
| ---------------------- | ---------------------- | ---------------------- | ---------------------- | ---------------------- | --------------------------------- | --------------------------------- | --------------------------------- | --------------------------------- |
| 年                     | 小農戶                 | 國有種植園             | 私有種植園             | 總數                   | 小農戶                            | 國有種植園                        | 私有種植園                        | 總數                              |
| 1970年                 | -                      | 0.09（0.22）           | 0.05（0.12）           | 0.13（0.32）           | -                                 | 0.15（0.15；0.17）                | 0.07（0.069；0.077）              | 0.22（0.22；0.24）                |
| 1980年                 | 0.01（0.025）          | 0.20（0.49）           | 0.09（0.22）           | 0.29（0.72）           | 0                                 | 0.50（0.49；0.55）                | 0.22（0.22；0.24）                | 0.72（0.71；0.79）                |
| 1990年                 | 0.29（0.72）           | 0.37（0.91）           | 0.46（1.1）            | 1.13（2.8）            | 0.38（0.37；0.42）                | 1.25（1.23；1.38）                | 0.79（0.78；0.87）                | 2.41（2.37；2.66）                |
| 2000年                 | 1.17（2.9）            | 0.59（1.5）            | 2.40（5.9）            | 4.16（10.3）           | 1.91（1.88；2.11）                | 1.46（1.44；1.61）                | 3.63（3.57；4.00）                | 7.00（6.89；7.72）                |
| 2005年                 | 2.36（5.8）            | 0.53（1.3）            | 2.57（6.4）            | 5.45（13.5）           | 4.50（4.43；4.96）                | 1.45（1.43；1.60）                | 5.91（5.82；6.51）                | 11.86（11.67；13.07）             |
| 2010年                 | 3.31（8.2）            | 0.62（1.5）            | 3.89（9.6）            | 7.82（19.3）           | 7.77（7.65；8.56）                | 2.09（2.06；2.30）                | 9.98（9.82；11.00）               | 19.84（19.53；21.87）             |

所有印尼的棕櫚油生產都是把熱帶雨林轉化為油棕種植園來達成，印尼雨林面積排名世界第3，前兩名為亞馬遜雨林和剛果盆地雨林。印尼有3種生產棕櫚油的營運模式：大型種植園（私人或是國有）、核心種植園及契約小農戶和獨立小農戶。表一顯示為各個年代期間不同類型商業模式所佔有的面積以及產量。在約25年前，平均每公頃的種植園可年產4公噸棕櫚油（1.6長噸/英畝;1.8短噸/英畝）印尼正考慮透過引入新品種來增加產量，新品種可讓每單位面積的產量增加一倍。金光農業資源所屬子公司在2017年表示把傳統油棕品種改良，可把棕櫚油原油(crude palm oil，CPO) 單位面積產量增加一倍。
印尼棕櫚油的兩大產地是加里曼丹島和蘇門答臘島，產量佔全國的96%。截至2011年，印尼油棕種植園面積為780萬公頃（1,900萬英畝），其中610萬公頃（1,500萬英畝）是高產量園地，讓印尼成為生產棕櫚油原油的全球領導國家。根據世界銀行報告，印尼生產的CPO有近50%以未加工形式出口，其餘則加工成為食用油，其中約一半出口，所餘由國內市場消費。
CPO在國內和國際上可作不同用途，其生產在印尼經濟中佔有重要地位。它以食品形式和工業用途成為印尼的重要出口產品。它還用作印尼國內食品、以及轉化為生質柴油和生物燃料的原料。據估計印尼的人口到2025年可達2.85億人，棕櫚油是重要的植物油來源。此外，棕櫚油可提供給國內工業如製藥、化妝品和化學產業之用。

## 用途
棕櫚油是食品工業製造時的基本成分，用作食用油，或用於生產加工食品（例如各式巧克力、餅乾、口香糖……）以及用於製造化妝品和個人護理用品（肥皂、口紅、洗衣劑.....) ，在工業方面可用於製造潤滑劑，在能源方面可於生產生質柴油。

### 生物燃料
在過去的幾年裡，生物燃料可作為一種潛在的清潔能源而逐漸受到關注，目前已成為印尼棕櫚油原油的主要用途所在。印尼國內生質柴油使用量預計在2025年可增長7.3%。印尼政府一直對從植物提煉生物燃料，以減少對化石燃料的依賴表達興趣。據預測到2025年，生物燃料將佔印尼全國能源結構中的25%。
生質柴油是經過酯交換反應過程，把棕櫚油原油中的三酸甘油酯轉化為酯類，再用來生產生物燃料。這種過程具有93.6%生質柴油的轉換率。

## 產業中主要公司
印尼主要的本地和跨國公司正在建設提油廠和精煉廠，包括有PT Astra Agro Lestari Terbuka（生質柴油精煉，年產能150,000公噸（150,000長噸;170,000短噸））、印尼財團Bakrie集團（建設生質柴油工廠和新種植園），Surya Dumai Group (生質柴油精煉廠)。
根據2021年新聞報導，嘉吉公司預備投資2億美元在楠榜省建造一精煉廠，完成從種植園到精煉的一貫作業，預定在2022年底完成，以供應北美洲以及歐洲市場需求。
郭鶴年所創立的豐益國際有限公司在印尼擁有種植園和25家精煉廠，為位於新加坡、印尼廖內省、和荷蘭鹿特丹的新建生質柴油廠提供原料。
春金集團的總部設在新加坡，但是在馬來西亞以及印尼（加里曼丹島和棉蘭等地）擁有種植園和精煉工廠。
亞齊特區省長在2011年8月核發許可證給PT Kallista Alam公司，以在Tripa開發約1,600公頃（4,000英畝）的油棕種植園。據報導，印尼棕櫚油生產商Triputra Agro Persada從2013年開始到2015年，已將其種植面積增加約3分之2 。

## 對環境影響

### 伐木效應和森林砍伐
由於印尼的農業用地有限，為從事油棕的單一耕作，需要把種植其他作物或是熱帶雨林的土地清理後利用。而根據報導，在印尼的伐木中有高達80%是非法進行。在印尼發生的熱帶雨林破壞對於環境造成威脅，據估計從2000年到2012年之間，每年有84萬公頃（2.1百萬英畝）原始森林因此消失。從1990年到2005年，印尼有108,110平方英里（280,000平方公里）的森林因伐木而消失，而這些森林中有77%是未曾為人類接觸過的原始森林。
砍伐森林也讓印尼成為世界最大溫室氣體排放國中的一個。據綠色和平組織稱，由於在熱帶泥炭沼澤森林（原來具有炭匯的功能）從事伐木，導致二氧化碳（CO2）大量釋放進入大氣。非法放火焚燒森林以開闢土地種植油棕，也造成森林的消失。根據世界自然基金會（WWF）提供的數據，印尼在1997年大約有8.1億到25.7億公噸（800,000,000到2.53 × 109長噸;890,000,000到2.83 × 109短噸）的碳因森林火災而被釋放。“相當於當年全球化石燃料碳排放量中位數的13-40%”。截至2013年，印尼在全球溫室氣體排放總量國家中排名第8。根據美國世界資源研究所的數據，這些印尼溫室氣體排放中有65.5%可歸因於土地利用變化和伐木活動；印尼的棕櫚油產業是導致這一趨勢的主要因素。
工業級油棕種植園也會對土壤、水和空氣的品質產生負面影響，因為過程中經常依賴使用農用化學品如農藥或化學肥料等。

### 碳匯
在原為泥炭沼澤森林從事排水、焚燒和建造種植園，會導致大量二氧化碳的釋放，把這些地方原來作為所謂的“碳匯”（碳儲存）功能完全破壞。這類碳匯“每單位面積儲存碳的能力遠高於世上其他任何生態系統”一項研究發現破壞東南亞的泥炭沼澤碳匯，所釋放的碳量將會與全球累計使用9年化石燃料一樣多。研究人員Rahman等人在2018年發表的的研究報告指出，當森林被轉化為油棕種植園，土壤碳中的有機碳 (SOC) 儲量在轉化後29、39和49年之後，分別會減少42%、24%和18%。

### 空氣污染
種植油棕以生產棕櫚油是導致印尼發生空氣污染的一個因素，主要是由於使用刀耕火種方法清理森林以開闢種植園。被稱為泥炭沼澤地的森林地面是富藏碳的所在。富含泥炭的土壤非常易燃，而燃燒的時候，會釋放大量的二氧化碳以及黑碳懸浮粒（一種極其危險的顆粒物質）。隨之而產生的煙霧含有毒性氣體，這些氣體會蔓延到大面積區域，而且在偏遠地區的火災不易撲滅，對當地動物的生命和人類造成傷害。這種大火經常在每年的7月到10月，或是在聖嬰現象時發生，導致被稱為東南亞霾害出現。這種霾害是種空氣品質變得極其危險的事件，會導致不利的健康結果，對環境和經濟產生負面影響。

### 土壤和水污染
每生產1公噸（0.98長噸;1.1短噸）的棕櫚油，會產生2.5公噸（2.5長噸;2.8短噸）的廢水或液體廢物。這種廢水進入淡水系統之後，會對下游的野生動植物和人類產生不利影響。而使用農藥和化學肥料會進一步導致下游的水發生污染。

### 土地侵蝕
印尼的大部分油棕種植園位於陡坡之上，導致“河流和港口淤泥沉積增加，發生洪水的機率提高”。土地侵蝕的結果，導致附近社區的道路和住房等基礎設施需要經常整修。

### 動物
許多東南亞和印尼原生的動物受到棕櫚油產業和森林砍伐的影響，經常面臨滅絕的威脅。砍伐森林會減少生物多樣性和改變生態系統，從而導致加里曼丹島和蘇門答臘島上瀕危物種如加里曼丹象、蘇門答臘象、蘇門答臘虎、蘇門答臘犀、馬來熊，以及只在加里曼丹島和蘇門答臘島森林中發現的各種紅毛猩猩的棲息地消失。其中有些動物（如紅毛猩猩）是樹棲動物，經常在森林的刀耕火種期間在樹上被活活燒死。隨著油棕種植園規模的擴大，紅毛猩猩等動物也面臨更大的威脅。

### 補救措施
印尼政府頒發命令，在2011年到2015年之間一律暫停新的砍伐森林作業。
印尼棕櫚油協會（Indonesian Palm Oil Association）計劃在較老的種植園採用新的種植材料，可把目前每公頃4公噸棕櫚油的年產量（1.6長噸/英畝;1.8短噸/英畝）產量提高一倍。此外，政府鼓勵開發退化的土地以種植油棕。據報導，這種地區位於加里曼丹島的四個省份，面積有1,400萬公頃（3,500萬英畝）。
印尼總統在2018年簽署一項為期3年的新油棕種植園開發禁令，以減少衝突。並要求中央以及省級政府對已存在的許可證重新評估。

## 對當地社區的影響
如果能在可持續性的情況下開發，棕櫚油產業的擴張可產生利潤，並能提高人民和小農戶的生活水準。根據聯合國開發計劃署（UNDP）的資料，印尼的棕櫚油產業大約已有1,600萬個從業人員。
另一方面，為發展油棕種植園而砍伐森林（例如在加里曼丹島），原住民和當地社區也因為生活空間受到破壞或土地遭到挪用而受到危及。例如，在加里曼丹島等地區，當地達雅族的生計還有傳統的輪耕方式會受到油棕種植園的開發和單一耕作方式的破壞。往往導致大型生產者與土地遭到挪用的當地社區之間發生人權侵犯和對抗的問題。例如研究人員科爾切斯特（Colchester）發現印尼在2010年就發生630多起與油棕種植有關的土地糾紛。
棕櫚油產業還造成空氣和水污染，把印尼人的健康風險提高。採用刀耕火種方式清理土地以建立種植園已導致廣泛的區域性霧霾事件，而影響到所有東南亞國家。這些霧霾事件與過多的早死、呼吸系統疾病以及心血管疾病均有關聯。嬰兒和兒童特別容易受到這類霧霾對健康的負面影響。根據死亡率模型研究，估計東南亞霧霾事件在2015年導致印尼、馬來西亞及新加坡大約有103,300的超額死亡案例。

## 對社會影響
印尼的棕櫚油產業已被證明有助增加國家收入、為農村地區的人提供就業機會並增加農民收入。但這些好處似乎只在較有經驗的種植園和農民身上發生，因此似乎只有小型遷入的農戶獲得好處，而當地原住民則未享受到。原住民往往會遭遇更多的社會問題，例如缺乏糧食安全、人權遭受侵犯、產生土地糾紛和對當地環境的破壞受到忽視。
印尼科學家Bambang Hero Saharjo教授是泥炭沼澤地火災方面的權威專家，他曾為500多項針對使用非法方式清除泥炭沼澤地以種植油棕的公司的刑事審判提供證據。他在2019年獲得英國慈善機構良知與科學頒發的約翰·馬多克斯獎，以獎勵他在受到威脅和恐嚇之下仍然提供證據以懲罰不法。

### 人權
棕櫚油產品的需求和產量都在大幅增長，超過一半的日常消費品，包括洗髮精、口紅及盒裝糕餅和冰淇淋，都有棕櫚油的成分。印尼是世界最大的棕櫚油生產國，並為應對不斷增長的全球需求而迅速擴大種植園和以及投入勞動力。棕櫚油產業為滿足這類需求，業界內各項侵犯人權的行為，包括強迫勞動和童工、性別歧視和勞動力勞動力剝削的案例持續被發現。

### 童工
雖然印尼法律禁止童工從事“對健康、安全或道德上有害”的工作，但允許年紀在13至15歲的兒童從事所謂的“輕鬆工作”，即對兒童的心理、身體或社會發展不構成風險的工作。雖然兒童很少直接受僱於種植園，但他們經常在那兒幫忙他們的父母達成工作配額目標，以獲得全額工資。經常在現場工作的兒童，會因接觸化學品、搬運重物和危險作業方式而發生傷害的風險。

### 勞動力剝削和強迫勞動
雖然印尼對工作者每週工作時間和加班時間有法律要求，但最低工資由各省自行設定，而在種植園密集的北蘇門答臘省和中加里曼丹省，當地設定的最低工資不足家庭生活所需。計算工資的方式，採工作時間和生產量的合併計算標準。工人被設定“產量目標”，如果達成，則可獲得全額工資，如果沒達成，不論工作的時間有多長，薪水和年終獎金都會遭到降低，這類產出目標由個別公司設定，不受政府監管。通常工人在收割時的工作時間會超過法定限制，印尼設定的每週工作時數是40小時，但此時工人通常每天需工作10-12小時。

### 危險工作環境
油棕種植園經常使用農藥和除草劑，包括在歐洲遭到禁用的除草劑巴拉刈。種植園並不一定會提供個人防護裝備給工人使用。有些公司不提供任何防護裝備，而有些公司則並不會把使用過久的裝備更換。通常會發現工人對於使用化學品會造成健康風險之事一無所知。

### 環境影響和侵犯健康權
在蘇門答臘，為種植油棕而引發大量火災，而隨著棕櫚油產業在過去20年的興起，空氣中的污染性顆粒物質提高一倍。隨著這種污染物的增加，20年前估計當地人因為空氣污染而預期壽命會縮短0.7年，而現在的預測是會縮短2.4年。氮氧化物 (NOX) 和一氧化碳 (CO)，以及對人體構成重大風險的化學物，也在泥炭沼澤地燃燒時遭到釋放。在2015年所做的研究顯示，在中加里曼丹省的泥炭沼澤地大火，大量釋放而出的污染性顆粒物質和有毒氣體，導致當年有33%的心血管疾病死亡可歸因於惡劣的空氣品質。另外還有健康風險，一項針對產業工作人員的研究發現，這些工人因長期在戶外勞動、工作壓力和精神疾患以及接觸農藥和除草劑，而增加罹患肌肉骨骼疾患、瘧疾和蠕蟲感染等傳染疾病的風險。.豐益國際對在印尼接觸化學品的員工進行血液檢查以偵測異常。雖然工人會被告知他們是否有血液“異常”狀況，但並未收到檢驗報告副本或進一步的解釋。豐益國際的解決方式是把有血液異常的員工調到不同的工作崗位，但從未給予任何解釋。這種情況會導致種植園工人對他們的健康狀況產生高度焦慮。

### 性別歧視
印尼婦女尤其容易受到虐待，她們經常是在臨時僱用的方式下工作，以避免因正式就業而雇主需提供醫療保險、養老金和其他社會保障福利。婦女在種植園的主要工作之一是施用除草劑、殺農藥以及肥料，讓她們接觸農用化學品毒性及其他傷害的風險提高。往往有些婦女從事的是無償工作，包括在收穫時在地上採集落果，因為她們也經常幫助丈夫達成工作目標，以確保丈夫獲得全額工資。

## 可持續性棕櫚油生產
為回應環保和人權組織對此產業的批評，印尼正在努力讓產業提高可持續性能力。包括透過在2004年成立的非政府組織可持續性棕櫚油圓桌會議 (RSPO)以取得認證。RSPO的宗旨為透過認證方式要求生產棕櫚油的業者在增加食物供應之外，同時需牢記“維護社會的利益，以及社區和工人的安全”及“保護環境和野生動物”。
印尼在2011年導入可持續性棕櫚油系統 (ISPO)。這是一項強制性認證計劃，目的在確保品質和尊重有關環境、工人和尊重當地人口的規範，所有生產者均須遵守。
可持續性棕櫚油圓桌會議組織也在印尼積極為符合標準的產品提供認證。

## 外部連結
维基共享资源上的相關多媒體資源：印尼棕櫚油產業